# Нойенраде
Нойенраде (нем. Neuenrade) — город в Германии, в земле Северный Рейн-Вестфалия.
Подчинён административному округу Арнсберг. Входит в состав района Меркиш. Население составляет 12 146 человек (на 31 декабря 2010 года). Занимает площадь 54,12 км². Официальный код — 05 9 62 048.
Город подразделяется на 5 городских районов.

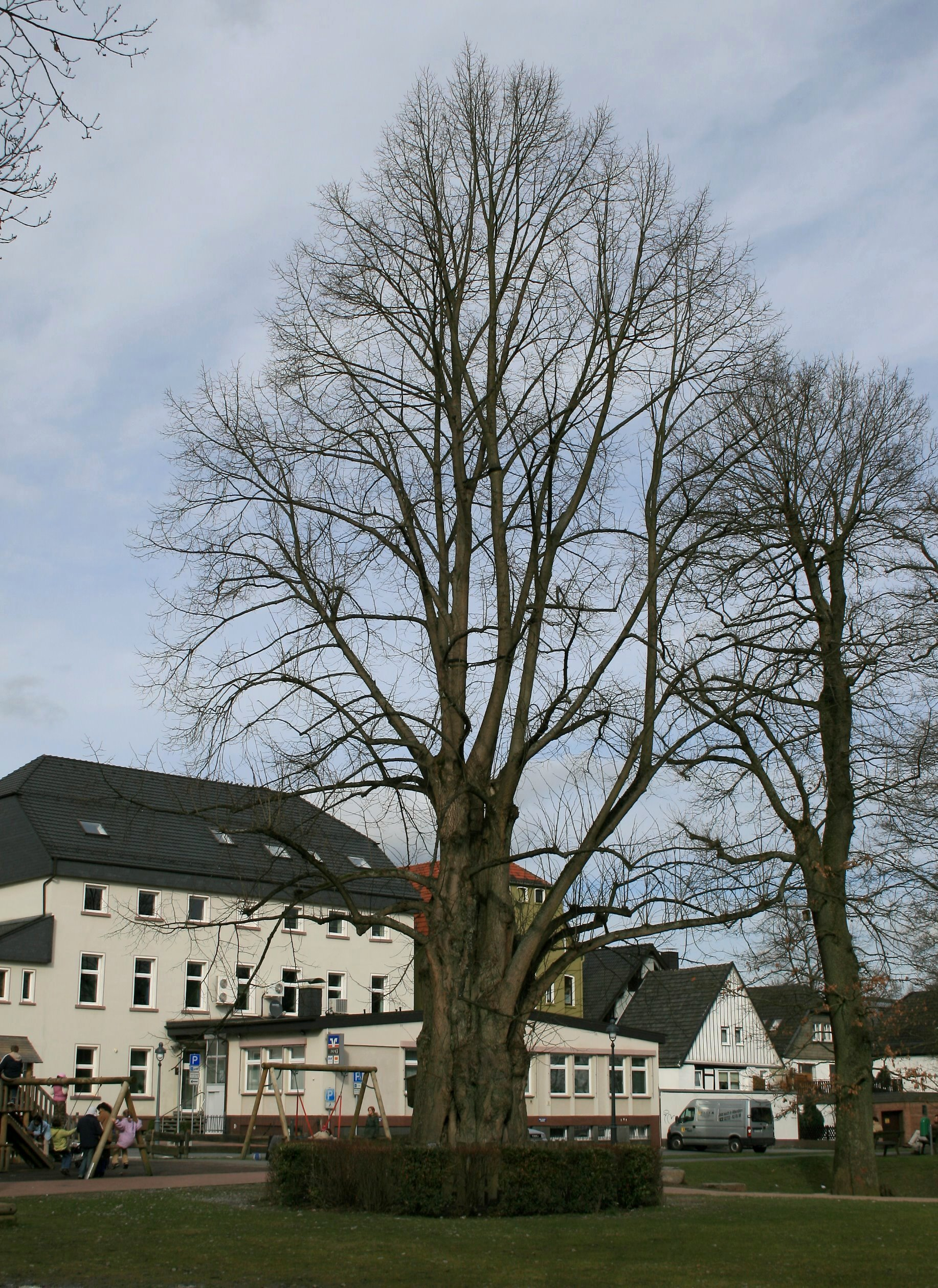
Нойенраде

| Год  | Население |
| ---- | --------- |
| 1995 | 11 854    |
| 2000 | 12 347    |
| 2005 | 12 401    |
| 2010 | 12 145    |